# Kongsvinger
Kongsvinger è un comune e una città situata nella contea di Innlandet in Norvegia. Ricevette lo status di città nel 1854.

## Geografia fisica
Kongsvinger è situata nella zona orientale del paese al confine con la Svezia. Il comune nella parte più occidentale è attraversato dal fiume Glomma, che scorre verso sud e piega bruscamente verso ovest in corrispondenza del centro abitato.
Il territorio comunale è caratterizzato da lievi colline, il punto più alto è il Langholsberget (523 m s.l.m.) e numerosi laghi molti dei quali hanno emissari diretti in Svezia.

## Storia
La città fu sin dal medioevo un importante centro di scambi commerciali anche grazie alla sua posizione sulle vie d'acqua, la strada che collegava Svezia e Norvegia passava infatti dall'ansa del fiume Glomma. Nel 1690 venne terminata la costruzione della fortezza di Kongsvinger, situata su una collina a nordovest del fiume. La fortezza serviva come difesa del vicino confine svedese. 
Nel 1814 comunque, con l'unione della Norvegia alla Svezia, la fortezza perse la sua importanza militare. Col passare del tempo la città mantenne tuttavia il ruolo di città di passaggio tra i due paesi. Durante la seconda guerra mondiale Kongsvinger fu uno dei più importanti campi di battaglia del paese. 
Oggi la città riconferma il suo ruolo di città di scambi commerciali con tre linee ferroviarie che si incontrano qui, la strada da Oslo per Stoccolma e la dogana commerciale per l'intera regione.

## Sport
La squadra di calcio della città è il Kongsvinger Idrettslag Toppfotball che gioca nel Gjemselund Stadion.

## Amministrazione

### Gemellaggi
La città è gemellata con:
- Ignalina